# Jacques Desjardins (contrôleur)
Ne doit pas être confondu avec Jacques Desjardins (sculpteur).
Jacques Desjardins, fils de Martin Desjardins, a été nommé contrôleur des bâtiments du roi pour le château de Marly et Noisy en 1699, né vers 1664, et mort en 1716 d'après Ariane James-Sarazin ou 1720 quand il n'est plus cité comme contrôleur des bâtiments à Marly.
Jacques Desjardins, fils de Martin Desjardins, ne doit pas être confondu avec Jacobus van den Bogaert, francisé en Jacques Desjardins, sculpteur et fondeur du roi, né à Bréda le 4 février 1671, et mort à Grand Montreuil près de Versailles le 7 avril 1737, fils de Jean van den Bogaert, marchand à Bréda, et de Catherine Bénard, neveu de Martin Desjardins. Il a épousé, en 1700, Marie Brocard.

## Biographie
Jacques Desjardins est le fils de Martin Desjardins et de Marie Cadenne. Il est  marié avec Marie-Julie Hardouin (1678-1704), fille de l'architecte Michel Hardouin (1647-1687) et de Marie Radegonde Hinard (1649-1731) et sœur de Jules Michel Hardouin, nièce de Jules Hardouin-Mansart.
Quand Jules Hardouin-Mansart est nommé surintendant des Bâtiments du roi en janvier 1699, tous les anciens premiers commis perdent leur emploi hormis Gentien Marigner, chargé des comptes. Jacques Desjardins est chargé des acquisitions de terrains occupés par le roi, des questions d’hydrauliques et de la rivière de l’Eure. Il apparaît en troisième nom dans les instructions rédigées par Jules Hardouin-Mansart, après Robert de Cotte, chargé de la conduite du bureau des dessins et Jacques Gabriel chargé de l'enregistrement de tous les documents. Jules Hardouin-Mansart voulant mieux contrôler les travaux au château de Marly, décide de séparer Saint-Germain-en-Laye et Marly et place des proches pour contrôler les travaux à Marly. Jacques Desjardins, son neveu par alliance, est nommé contrôleur des bâtiments du roi pour le château de Marly le 10 octobre 1699 en remplacement de Louis Lelièvre, sieur de Rusé. Il est alors aussi chargé de tout ce qui relève des questions d'adduction d'eau à Versailles et à Marly. Il n'apparaît plus dans les comptes de la surintendance des bâtiments du roi en 1700 où il est remplacé par Claude Le Bas de Montargis (1659-1741), marquis du Bouchet-Valgrand, seigneur de Vanves, marié en 1693 à la fille aînée de Jules Hardouin-Mansart, Catherine-Henriette Hardouin-Mansart (1673- ),,.
Contrôleur des bâtiments du roi à Marly, Jacques Desjardins doit gérer les travaux de la résidence préférée du roi. Les dépenses varient entre 30 000 livres et 40 000 livres par an. Il doit superviser la création d’une nouvelle cascade dite « champêtre », l’implantation des globes de Coronelli et les travaux des bassins décorés de carreaux de faïence pour les carpes du roi.
À l'occasion de la naissance du deuxième duc de Bretagne, le 7 janvier 1707, il dirige un feu d'artifice à Marly avec Jacques Gabriel et Robert de Cotte, commandés par Jules Hardouin-Mansart.
Il est anobli en mai 1704. Il est accepté à l'Académie royale de peinture et de sculpture le 1er juin 1709 et reçu en qualité de conseiller honoraire amateur le 29 novembre 1709.
Il a été contrôleur des bâtiments à Marly jusqu'en 1720.
Il est témoin, le 9 septembre 1703, à la signature du contrat de mariage de Pierre de l'Espine ou Delespine, fils de Nicolas de l'Espine, architecte ordinaire des bâtiments du roi, avec François Pierrette Hardouin (1680-1757), fille de Michel Hardouin, sa belle-sœur. Les autres témoins sont Thomas Gobert, intendant général des bâtiments du roi, oncle par son épouse, Nicolas Gobelin, sieur de Gilvoisin, cousin, Jules Hardouin-Mansart, oncle paternel, Anne Bodin, son épouse, Marie-Julie Hardouin, Jacques V Gabriel, contrôleur général des bâtiments du roi, Marie-Anne de l'Espine son épouse et la sœur de la mariée, Robert de Cotte, architecte et intendant.